# Jacob Broom (1808–1864)
Jacob Broom (ur. 25 lipca 1808, zm. 28 listopada 1864) – amerykański polityk, kongresman.

## Życiorys
Jacob Broom, urodził się w Baltimore, w stanie Maryland; otrzymał wykształcenie klasyczne;  w 1819 r. z rodzicami przeniósł się do Filadelfii, w stanie Pensylwania; studiował prawo; został przyjęty do palestry w 1832 r. i rozpoczął praktykę w Filadelfii; nominowany przez ruch Know Nothing (Native American Party) w 1852 r. na prezydenta Stanów Zjednoczonych Ameryki Północnej; zmarł w Waszyngtonie.